# Mazagão (Amapá)
Mazagão é um município brasileiro no estado do Amapá, Região Norte do país. Sua população estimada em 2017 era de 20 387 habitantes e a área é de 13 294,778 km². Faz parte da Região Metropolitana de Macapá.
Seus limites são Pedra Branca do Amapari e Porto Grande a norte, Santana a nordeste, a foz do rio Amazonas a sudeste, Vitória do Jari a sul e Laranjal do Jari a oeste.

## História

### 1770: a fundação de Nova Mazagão, hoje Mazagão Velho
Em 23 de janeiro de 1770 uma área às margens do rio Mutuacá, no moderno Estado do Amapá, foi escolhida para receber a população da então possessão portuguesa de Mazagão, no território do atual Marrocos, abandonada por ordem do Marquês de Pombal. O plano urbanístico da nova cidade ficou a cargo do arquiteto italiano Domingos Sambucetti. Um total de 340 famílias, algumas com escravos, chegaram à cidade de Belém em 1770 e em 1773 foram para Nova Mazagão. É certo, todavia, que algumas famílias continuaram ainda na capital ou foram para outros locais do interior, embora a ordem fosse de destino geral para a nova povoação.
O povoado também serviu de apoio militar à vila de Macapá, que surgiu ao redor da Fortaleza de São José do Macapá, e à vila Vistosa da Madre de Deus.
Em 1783 houve uma grande epidemia. Os moradores sobreviventes conseguiram, com a Viradeira, em 1783, libertar-se de não poder abandonar o local e migrar para onde quisessem.
O sofrimento das famílias, muitos cavaleiros fidalgos da Casa Real, ainda era marcante em 1801, já que registraram queixa ao príncipe regente, D. João VI, para o pagamento imediato de tenças e moradias atrasadas.

#### Escavação do sitio em 2006
No fim de 2006, o local das ruínas da cidade começou a ser escavado por arqueólogos da UFPE (Universidade Federal de Pernambuco), chefiados por Marcos de Albuquerque. As escavações revelaram os alicerces de uma igreja com cerca de 40 metros de comprimento.
Nesta época, próximo a essas ruínas ainda persistia um povoado chamado Mazagão Velho que celebrava a festa de São Tiago, onde é revivida a luta contra os mouros (a luta verdadeira e secular dos habitantes do antigo cidade de Mazagão em Marrocos). Este povoado remanescente fica a 30 km da sede do município, hoje chamada de Mazagão Novo, ou simplesmente Mazagão.

### 1890: a criação do município de Mazagão
O Município de Mazagão foi criado pela Lei no 226, em 28 de novembro de 1890, está localizado ao sul do estado (Meso Região Sul). Com três distritos: Mazagão, Carvão e Mazagão Velho. Limita-se com os municípios: Santana, Porto Grande, Pedra Branca do Amapari, Laranjal do Jari e Vitória do Jari.

## Demografia

### População
Segundo dados obtidos pelo último Censo do IBGE, Mazagão possuía 17 032 habitantes em 2010.

### Etnias
Segundo o Censo do IBGE de 2010, 67% dos mazaganenses são pardos, 17% são brancos, 11% são pretos e 3% são amarelos.
Um estudo de 2011 realizado em nove comunidades, das quais duas em Mazagão (36 pessoas de Mazagão Novo e 24 pessoas de Mazagão Velho), investigou a origem paterna com base no cromossomo Y (presente apenas em homens). A ancestralidade masculina em Mazagão Novo foi estimada em 77% europeia, 14% africana e 8% indígena. Em Mazagão Velho, a estimativa de origem é 52% europeia, 44% africana e 2% indígena.
Um estudo de 2007 realizado 5 comunidades amazônicas, das quais uma no Amapá (33 pessoas de Mazagão Velho), investigou a origem materna com base no DNA mitocondrial (transmitido apenas pela mãe). O resultado apontou origem 57% indígena, 36% africana e 3% europeia.

## Geografia
De acordo com a divisão do Instituto Brasileiro de Geografia e Estatística vigente desde 2017, o município pertence às Regiões Geográficas Intermediária e Imediata de Macapá. Até então, com a vigência das divisões em microrregiões e mesorregiões, o município fazia parte da microrregião de Mazagão, que por sua vez estava incluída na mesorregião do Sul do Amapá.

## Divisão territorial
Em 1 de julho de 1956 a municipalidade continha os seguintes aglomerados populacionais:
- Terceiro Acampamento (nas margens do rio Jarí)
- Acampamento Grande
- Barraca da Boca
- Santo Antônio da Cachoeira
- Boca do Jari
- Tambaqui (nas margens do rio Amazonas)
- São Tomé
- Mazagão Velho
- Mazagão
- Mocambo
- Pires
- Táxi do Limão
- Boa Vista (nas margens do rio Iratapuru)
- Aciline
- Boa Esperança
- Monte Santo
- Taperaba

## Organização politico-administrativa
O Município de Mazagão possui uma estrutura politico-administrativa composta pelo Poder Executivo, chefiado por um prefeito eleito por sufrágio universal, auxiliado diretamente por secretários municipais nomeados por ele, e pelo Poder Legislativo, institucionalizado pela Câmara Municipal de Mazagão, órgão colegiado de representação dos munícipes que é composto por vereadores também eleitos por sufrágio universal.

### Atuais autoridades municipais de Mazagão
- Prefeito: João da Silva "Dudão" Costa - UB (2021/-)[19]
- Vice-prefeito: José Hosana Nunes da Silva - UB (2021/-)[19]
- Presidente da Câmara: Elcimar Braga "Cimaca" - PL (2023/-).[20]

## Educação
Dentre os projetos do Plano de Desenvolvimento da Educação, vinculado ao Ministério da Educação, executado pelo INEP, Instituto Nacional de Estudos e Pesquisas Educacionais Anísio Teixeira, na Região Norte, Estado do Amapá, as Escolas Públicas Urbanas estabelecidas de Mazagão obtiveram os seguintes IDEB (Índice de Desenvolvimento da Educação Básica), em 2005:
| IDEB, escola e ranking estadual | IDEB, escola e ranking estadual         | IDEB, escola e ranking estadual |
| ------------------------------- | --------------------------------------- | ------------------------------- |
| Nota                            | Escola                                  | Ranking                         |
| 3,0                             | Escola estadual Dr. Murilo Braga        | 101º                            |
| 2,5                             | Escola estadual Manoel Queiroz Benjamim | 127º                            |